# Mestolo

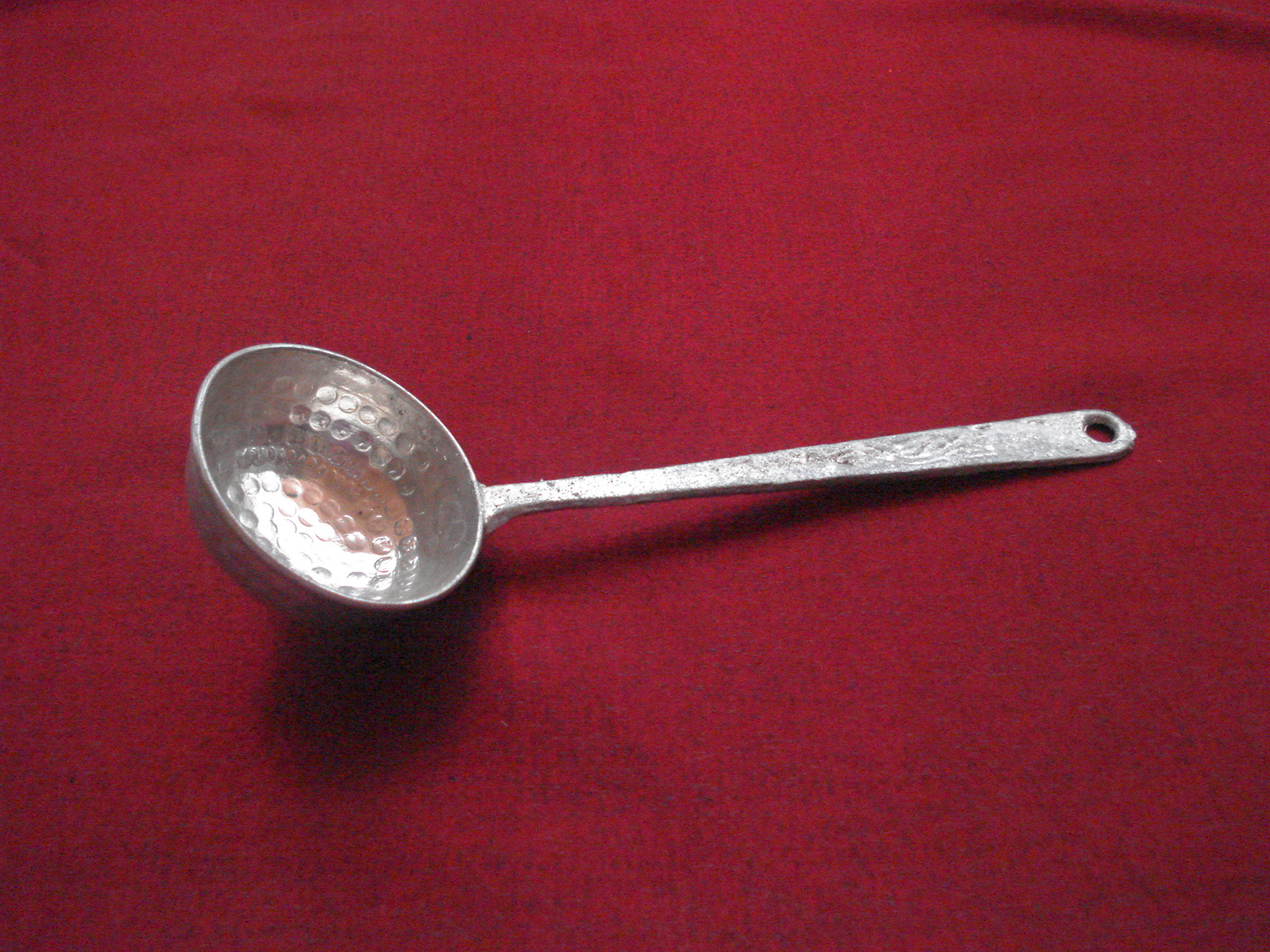
Vecchio mestolo in rame stagnato

Il mestolo è una posata usata per servire o rimestare durante la cottura di cibi prevalentemente liquidi.

## Descrizione
Assomiglia a un grande cucchiaio, dal quale differisce sostanzialmente per tre caratteristiche:
 
a) la conca è semisferica o comunque rotondeggiante, per raccogliere il liquido;
 
b) la posizione della conca rispetto al manico è angolata in modo da permettere la raccolta dei liquidi anche in posizione verticale, per esempio in contenitori stretti e alti come certe pentole;
 
c) il manico è lungo e permette di mantenere una presa salda lontano da fonti di calore per non scottarsi.

## Tipi di mestolo
A seconda dell'uso specifico cui sono destinati, vi sono più tipi di mestolo:

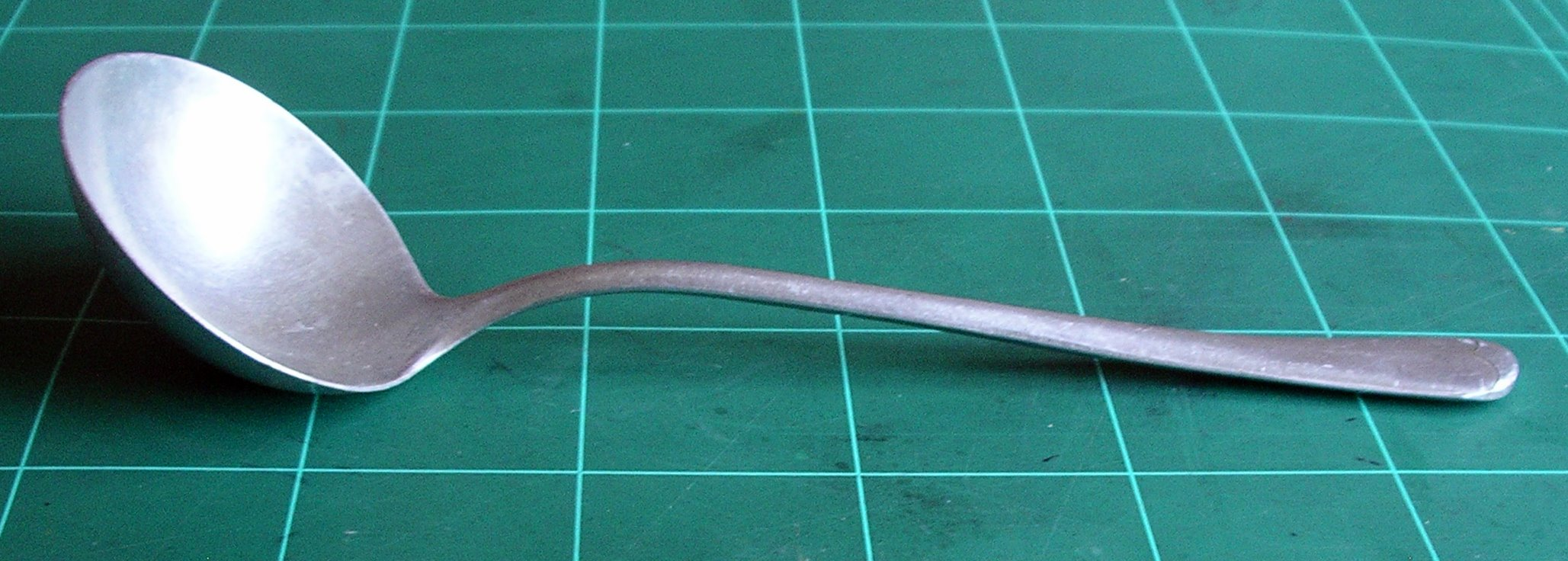
Alluminio, i riquadri sono di 5 cm

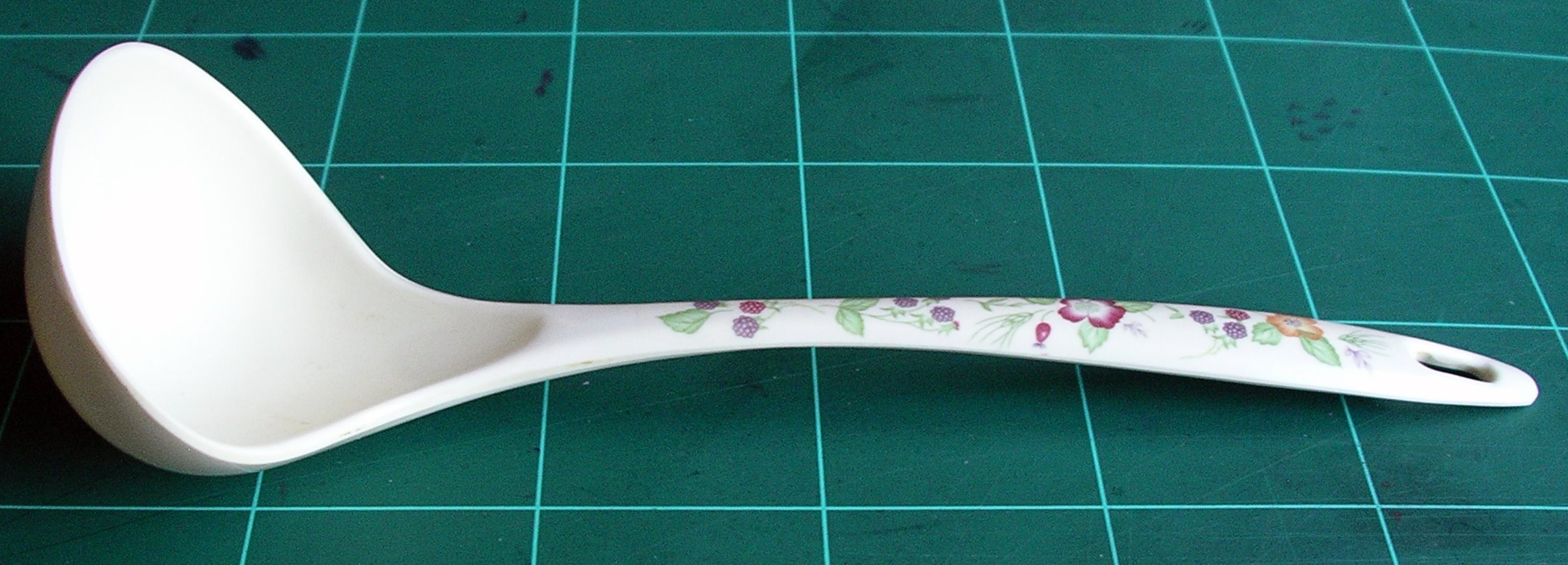
Melammina

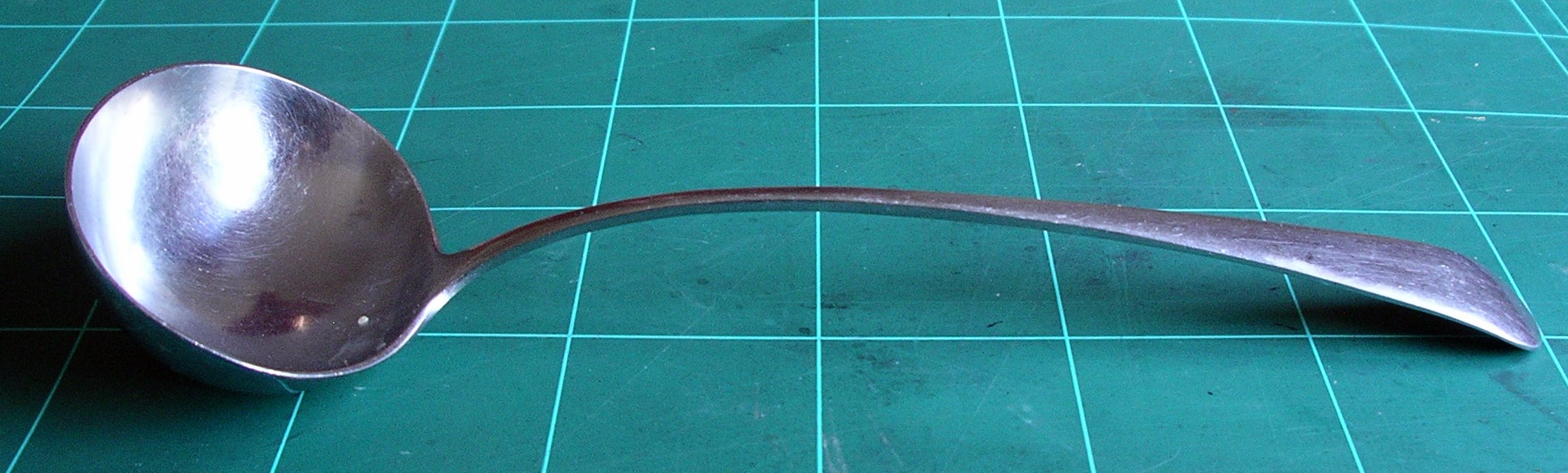
Acciaio inox

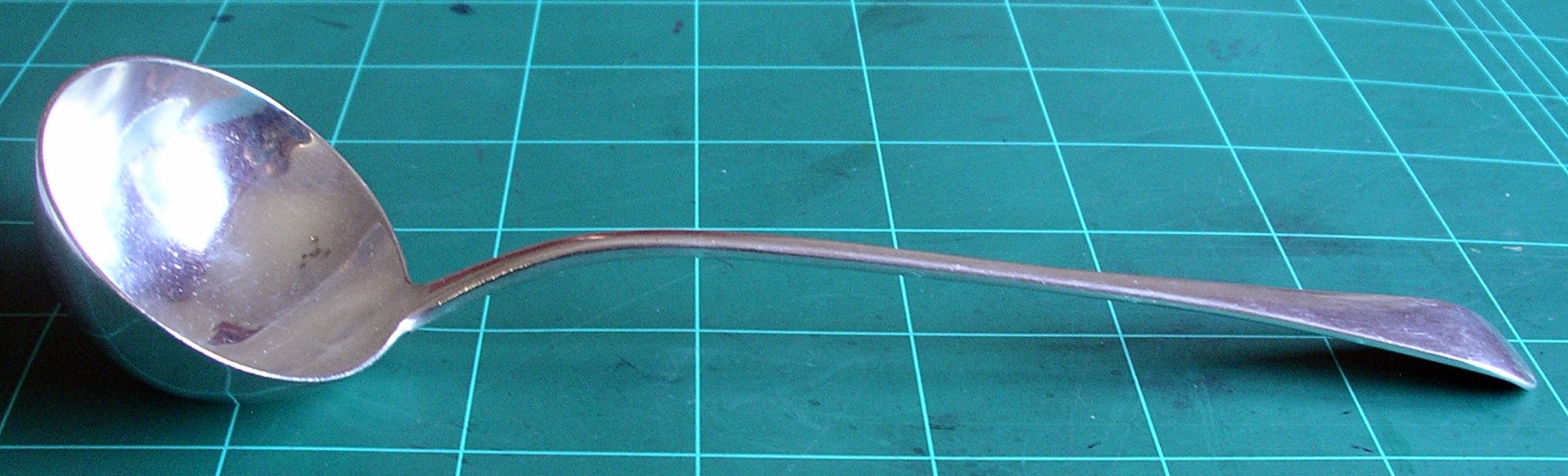
Argento (hallmarked London silver 1876-7)

- Da cucina: ne esistono di misure differenti, anche graduate, per misurare i cibi. All'estremità superiore il manico può essere:
  - ripiegato all'indietro, perché rimanga agganciato al bordo del recipiente e non scivoli.
  - forato per poterlo appendere.
- Da servizio: usato per servire a tavola, ha la fine del manico tondeggiante (senza gancio), la conca può essere ovale e meno profonda di quello da cucina, le zuppiere hanno un'apposita tacca nel coperchio per contenere il manico in modo che si possano portare in tavola con il mestolo dentro. Fa parte del "servizio da tavola" e riproduce lo stile e le decorazioni delle altre posate.
- Da salsa, mediamente piccolo con un beccuccio per prendere le salse dalla salsiera.
- Per ciliegie sotto spirito: piccolissimo, per entrare nell'imboccatura dei vasetti.
- Da mostarda, piccolo con il fondo forato per sgocciolare.
- Da mensa; grande mestolo da cucina che può arrivare ad una capienza di 1 litro.

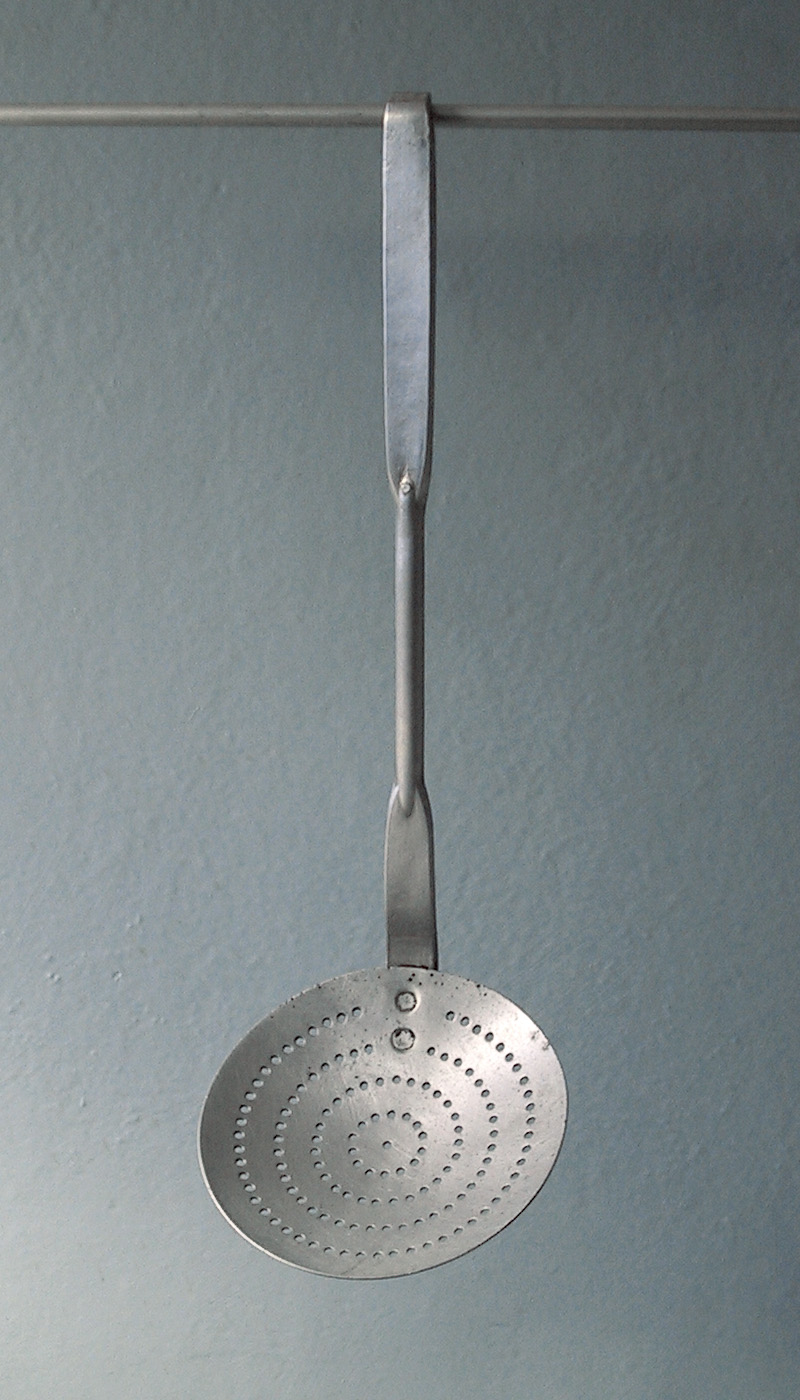
Una schiumarola di alluminio.

- Mestolo forato, ovvero schiumarola.

Il materiale più comune con cui viene costruito è il metallo: alluminio e acciaio inox; quelli realizzati un tempo in alpacca, rame, ottone o ferro smaltato sono diventati oggetti di brocantage; più raramente in legno, melammina o materie plastiche resistenti al calore.
Se è in argento ed appartiene ad un servizio di posate, è da considerare parte dell'argenteria.